# Kalotaszentkirály község
Kalotaszentkirály község (románul: Comuna Sâncraiu) község Kolozs megyében, Romániában. Központja Kalotaszentkirály, beosztott falvai Jákótelke, Kalotadámos, Magyarókereke, Malomszeg.

## Fekvése
Kolozsvártól 56, Bánffyhunyadtól 6 kilométer távolságra található. Áthalad rajta a Bánffyhunyadot Fehérvölggyel összekötő DN1R főút, valamint a Kalotaszentkirályt Székelyjóval összekötő DJ 103J megyei út.

## Népessége
A 2011-es népszámlálás adatai alapján a község népessége 1633 fő volt, csökkenve a 2002-ben feljegyzett 1856 főhöz képest. A lakosság többsége magyar (78,44%), a románok 20,33%-ot tesznek ki. Vallási hivatartozás szempontjából a lakosság többsége református (74,53%), emellett élnek a faluban ortodoxok (18,68%), baptisták (2,57%), görögkatolikusok (1,1%) és római katolikusok (1,1%).

## Nevezetességei
A községből az alábbi épületek szerepelnek a romániai műemlékek jegyzékében:
- a kalotadámosi református templom (LMI-kódja CJ-II-m-B-07606)
- a kalotaszentkirályi református templom (CJ-II-m-B-07755)
- a magyarókereki református templom (CJ-II-m-B-07517)

## Híres emberek
- Kalotaszentkirályon születtek Vincze Géza (1889–1964) filológus, irodalomtörténész, Vincze Imre (1891–1979) kántortanító, akadémikus rektor.
- Magyarókerekén születtek Keresztes Sándor (1919–2013) kereszténydemokrata politikus, Tamás István (1940) fizikus, a fizikatudományok doktora, egyetemi tanár.